# European Football Champ
European Football Champ is een computerspel dat werd ontwikkeld en uitgegeven door Taito. Het spel werd in 1990 uitgebracht als arcadespel. Twee jaar later kwam het uit voor diverse homecomputers.

## Platforms
| Jaar | Platform                            |
| ---- | ----------------------------------- |
| 1990 | Arcade                              |
| 1992 | Amiga, Atari ST, Commodore 64, SNES |

## Ontvangst
| Beoordeeld door                | Platform | Datum         | Score |
| ------------------------------ | -------- | ------------- | ----- |
| N-Force                        | SNES     | december 1992 | 86%   |
| N-Force                        | SNES     | februari 1993 | 85%   |
| Amiga Joker                    | Amiga    | juli 1992     | 51%   |
| ASM (Aktueller Software Markt) | Amiga    | augustus 1992 | 25%   |
| ASM (Aktueller Software Markt) | Atari ST | augustus 1992 | 25%   |